# Station Blomheller
Het Station Blomheller is een halte in Blomheller in de gemeente Aurland. De halte ligt aan Flåmsbana. Het station, gelegen op ruim 450 meter hoogte, werd gebouwd in 1942.